# جواد انصاری
جواد انصاری دیپلمات ایرانی است. در خرداد  ۱۳۹۱ بنا به پیشنهاد علی اکبر صالحی وزیر امور خارجه و با تأیید محمود احمدی‌نژاد رئیس‌جمهوری اسلامی ایران، او به عنوان سفیر فوق‌العاده و تام‌الاختیار جمهوری اسلامی ایران در سنگاپور منصوب شد.